# Département Monts de Lam
Das Département Monts de Lam (Lam-Berge) ist ein Département im Südwesten des Tschad. Es liegt im westlichen und südwestlichen Teil der Provinz Logone Oriental, die Hauptstadt ist Baïbokoum. Im Süden grenzt es an die Zentralafrikanische Republik, im Westen an Kamerun. Beim Zensus im Jahr 2009 wurden 225.654 Einwohner gezählt.
Wie der Name andeutet, ist das Gebiet hügelig, es handelt sich um die nördlichsten Ausläufer des Yadé-Massivs.

## Verwaltungsuntergliederung
Das Département ist in fünf Unterpräfekturen unterteilt:
- Baïbokoum
- Bessao
- Larmanaye
- Mbaïkoro
- Mbitoye